# 勒苟拉斯
勒苟拉斯（英語：Legolas）是英國作家約翰·羅納德·瑞爾·托爾金的史詩奇幻小說魔戒中的人物，是幽暗密林的精靈王瑟蘭督伊之子，同時也是魔戒遠征隊的成員之一，後來參加了洛汗對抗薩魯曼的聖盔谷之戰及對抗索倫的魔戒聖戰。

## 生平

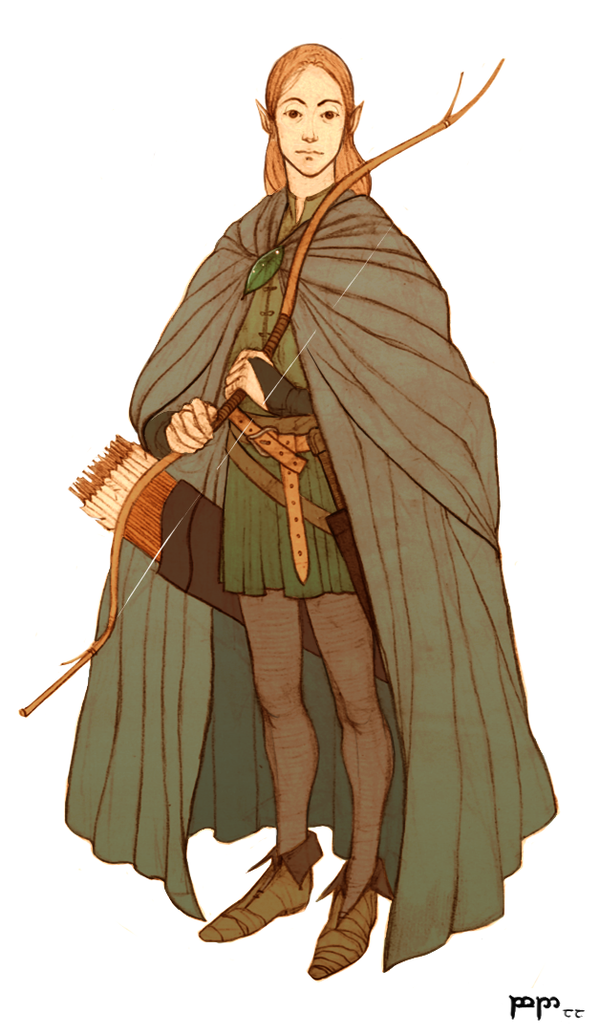
勒苟拉斯的畫像

勒苟拉斯出生年不詳，優秀的精靈弓箭手，是木精靈國王瑟蘭督伊之子，瑟蘭督伊曾經出現在魔戒前傳。有人認為勒苟拉斯早在第三紀元2941年的五軍之戰參與戰爭，但這已難以探究。
勒苟拉斯在瑞文戴爾首次亮相，他奉父王瑟蘭督伊之命出席由愛隆召開的愛隆會議，並帶來了咕嚕逃離了精靈監視的消息。在會議中，勒苟拉斯決定加入魔戒遠征隊，與亞拉岡、波羅莫、金靂、甘道夫共同護送魔戒持有者佛羅多·巴金斯前往末日火山摧毀魔戒。
魔戒遠征隊企圖翻越迷霧山脈，卻遇上大風雪，只好穿越摩瑞亞礦坑，受到半獸人和食人妖的襲擊，其後又遭炎魔追擊，甘道夫與炎魔齊齊墮下深淵。勒苟拉斯等人護送佛羅多·巴金斯逃離摩瑞亞礦坑，到達羅斯洛利安，轉從水路進發。
途中於阿蒙漢遇上薩魯曼遣來的強獸人部隊，波羅莫戰死，梅里、皮聘被擄，佛羅多·巴金斯選擇與山姆脫離隊伍，前往魔多。
勒苟拉斯、亞拉岡和金靂尾隨抓走梅里、皮聘的強獸人部隊，一路追進法貢森林，遇到重生的甘道夫，得知梅里、皮聘無恙，四人遂共同前往伊多拉斯謁見洛汗國王希優頓，商討抵禦薩魯曼的入侵。勒苟拉斯等人協助洛汗抵禦薩魯曼的大軍，在聖盔谷之戰中擊潰強獸人大軍。
同時，索倫亦蠢蠢欲動，調動大軍準備進攻剛鐸首府米那斯提力斯，洛汗國王希優頓收到剛鐸的求救，決定調遣軍隊及勒苟拉斯、亞拉岡和金靂增援。為了爭取援軍，勒苟拉斯、亞拉岡和金靂獨自走進亡靈之山召集亡魂部隊，並利用海盜的船隻前往米那斯提力斯，終擊敗索倫之部隊。
為了協助深入魔多的佛羅多·巴金斯及山姆排除障礙，亞拉岡、勒苟拉斯等人帶領洛汗、剛鐸聯軍挑釁黑門，成功將索倫大軍吸引過來，最後佛羅多·巴金斯成功摧毀魔戒，索倫敗亡。
中土世界恢復和平後，勒苟拉斯和好友金靂到法貢森林旅遊，之後，勒苟拉斯到灰海岸目送族人離開中土，勒苟拉斯則在各地協助戰後的恢復工作。
比爾博·巴金斯的西境紅皮書內提及到，亞拉岡國王去世後，勒苟拉斯準備了一艘船，並與金靂離開中土。

## 電影與書中的分別
在電影系列《魔戒電影三部曲》中，由奧蘭度·布林飾演的勒苟拉斯是一個無法抵擋的戰士，他在戰鬥技術方面非常出色，獨力打倒猛犸象更是當中的代表作。
而在約翰·羅納德·瑞爾·托爾金的原著裡，對這方面並沒有詳細描述，反而著重勒苟拉斯和金靂由世仇變為好友的情節，勒苟拉斯在書中僅是二線角色。
製片人解釋，加插勒苟拉斯擊倒猛獁象的這一段是為了避免讓人覺得勒苟拉斯在魔戒三部曲中並沒有甚麼作用，因為三部曲以大型戰爭場面為主，不如首部曲及二部曲有較多可以突顯勒苟拉斯戰鬥技術的小型戰鬥場面。
在電影系列《哈比人：荒谷惡龍》中，在書中並未出場的勒苟拉斯跟著電影原創角色女精靈射手陶烈兒（由伊凡潔琳·莉莉飾演）一起出場，而在托爾金的哈比人前傳內僅僅隱晦地提到精靈王有個兒子而已。